# Trung tâm thử nghiệm Lang Lang
Trung tâm thử nghiệm Lang Lang là một cơ sở thử nghiệm xe nằm ở Lang Lang, Victoria, Australia, khoảng 90 km (56 dặm) về phía đông nam của Melbourne, được General Motors-Holden (chi nhánh của General Motors tại Úc) khai trương năm 1957. Trung tâm thử nghiệm nằm trên khu đất rộng 2.152 mẫu Anh (871 ha) với 44 kilômét (27 mi) đường, cạnh xa lộ Bass. Mục đích ban đầu dùng để kiểm tra các mẫu Holden FC.

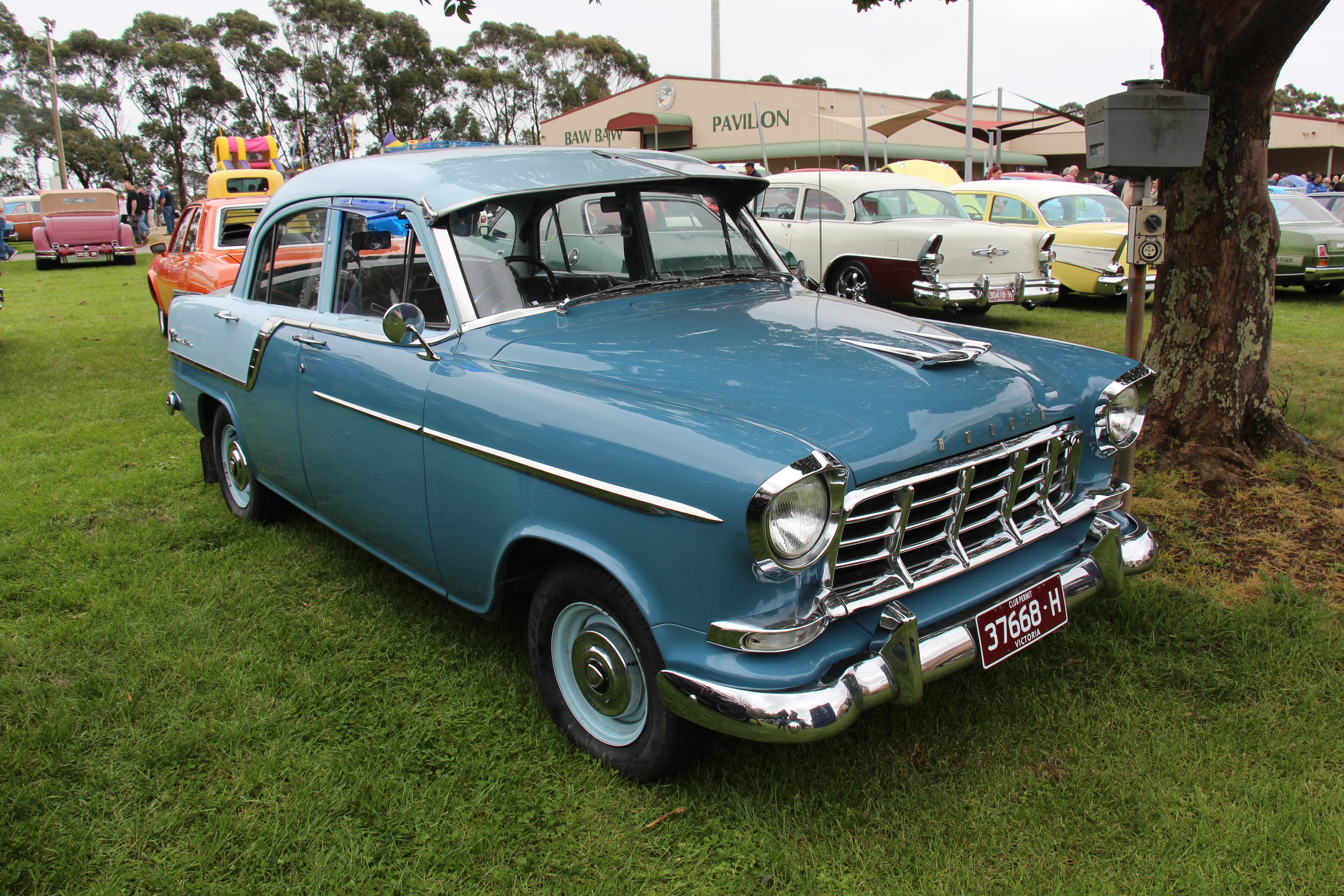
Sedan Holden FC 1958

## Quy mô
Trung tâm có 4,7 kilômét (2,9 mi) vòng cung 4 làn xe, 5,5 kilômét (3,4 mi) đường xử lý, 1,8 kilômét (1,1 mi) đường ồn ào và máng trượng đường kính 98 mét (107 yd). Tại đây có trang bị Phòng thí nghiệm Khí thải và Cơ sở Kiểm tra An toàn với rào chắn va chạm và xe trượt HYGE.